# Talaies d'Alcalà

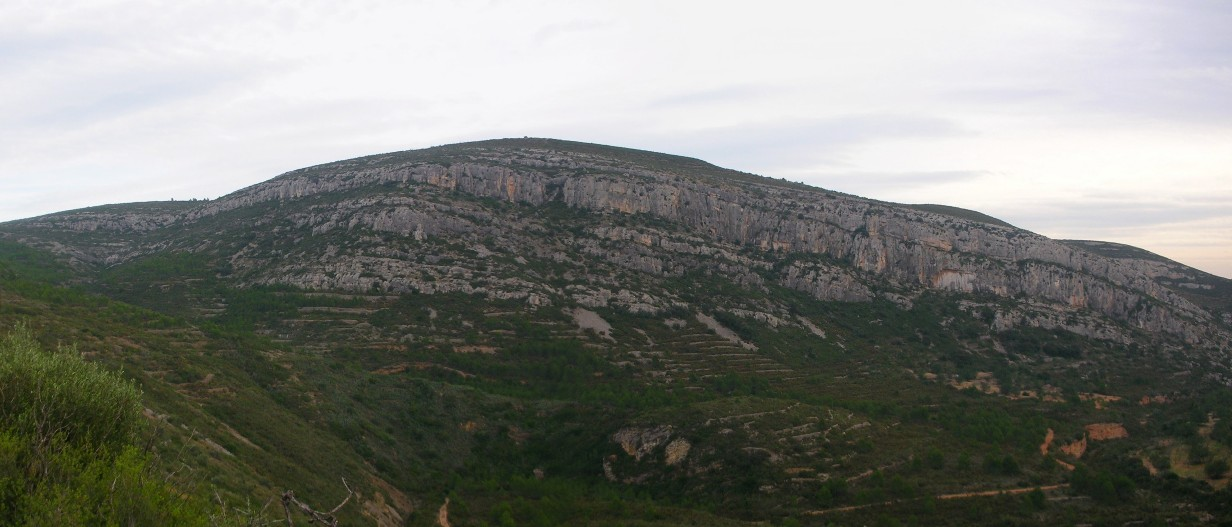
Zona de cingles a l'extrem sud de les Talaies d'Alcalà.

Les Talaies d'Alcalà o la serra de les Talaies és una alineació muntanyosa prelitoral situada al nord del País Valencià, a la comarca del Baix Maestrat.
S'estén pels termes municipals d'Alcalà de Xivert (d'on rep el nom), Santa Magdalena de Polpís, Cervera del Maestrat, La Salzadella i Les Coves de Vinromà.

## Geografia i geologia
Geogràficament, aquesta cadena muntanyosa pertany al Sistema Ibèric, però presenta una orientació catalànide (NE-SO), paral·lela a la Serra d'Irta que segueix la línia de costa.
Geològicament, el conjunt format per les Talaies d'Alcalà - fossa de Santa Magdalena de Polpís/Alcalà de Xivert - Serra d'Irta és molt similar al conjunt format per la serra de Godall - fossa (o foia) d'Ulldecona/Freginals - Serra del Montsià situat més al nord. Aquests conjunts formen la transició entre el Sistema Mediterrani Català i el Sistema Ibèric. Són muntanyes de tipus calcari amb molts avencs i coves.

## Descripció
Les muntanyes que componen aquesta serralada són en general de perfil suau i arrodonit amb vegetació baixa i mediterrània. Generalment el vessant est, que rep la brisa marina, té més vegetació. Les majors altures es troben a la zona de la Talaia Grossa, 635 metres.
La serra de les Talaies d'Alcalà s'estén en paral·lel a la costa per diversos termes municipals del Baix Maestrat i la Plana Alta: Alcalà de Xivert (poble que li dona nom), Santa Magdalena de Polpís, Cervera del Maestrat, La Salzadella i Les Coves de Vinromà. La part nord-oest de les Talaies limita amb la Serra de la Vall d'Àngel i el sistema al qual pertanyen les Talaies continua en direcció sud-oest amb la Serra d'en Galceran. Geogràficament, separa la plana de Sant Mateu (Baix Maestrat) i la vall de les Coves (Plana Alta) de la vall d'Alcalà de Xivert (Baix Maestrat), entre la rambla de Cervera i la de les Coves.
Aquestes muntanyes varen ser l'escenari d'activitats militars a finals del segle xix, durant la tercera guerra carlina (1872-76), i també el 1938 durant la guerra civil espanyola, quan varen tenir lloc batalles molt violentes entre els dos bàndols damunt de la serra de les Talaies.